# Leopoldo Eijo y Garay
Leopoldo Francisco Antonio Eijo Y Garay (Vigo, Espanha, 11 de abril de 1878 - Madrid, 31 de julho de 1963) foi bispo de Madrid-Alcalá, Espanha, e Patriarca das Índias Ocidentais.

## Biografia
Nasceu em Vigo e mudou-se aos cinco anos com a mãe, Generosa Eijo, uma humilde empregada doméstica, de Vigo para Sevilha, cidade onde entrou no seminário. Continuou estudando em Roma na Pontifícia Universidade Gregoriana, onde se doutorou e aprendeu latim, grego e hebraico. Ele foi ordenado sacerdote em 27 de dezembro de 1900, sendo sacerdote em Sevilha, cônego em Jaén e Santiago de Compostela.
Obteve o Doutorado em Sagrada Teologia em 1900 e em Direito Canônico em 1902; recebeu os títulos de Cavaleiro da Grã-Cruz da Ordem Civil de Beneficência; Conselheiro de Instrução Pública; Membro da Pontifícia Academia Romana de São Tomás de Aquino; Membro da Real Academia da Língua Espanhola, em 1926. Professor de língua hebraica no Seminário de Sevilha; cônego magistral de Jaen (1904) e Leitor de Santiago de Compostela (1908).

### Episcopado
Em 28 de maio de 1914 foi promovido pelo Papa Pio X a ordinário da diocese de Tuy, sendo ordenado bispo em 8 de novembro do mesmo ano por Dom José María Cardeal Martín de Herrera y de la Iglesia, tendo como co-consagradores Valentín García y Barros, Bispo de Palência, e Ramón Fernández y Balbuena, Bispo Auxiliar de Santiago de Compostela. Com apenas 36 anos, era um dos mais jovens bispos espanhóis da época. A partir daí, continuou uma carreira vertiginosa, pois em 22 de março de 1917 foi nomeado por Bento XV como o sétimo bispo de Vitoria, sucedendo Prudencio Melo y Alcalde, que acabava de ser nomeado bispo de Madrid-Alcalá. Foi instalado em 29 de junho.
Nesse mesmo ano publicou sua obra A primeira origem da vida segundo o Hexameron e segundo a ciência. De Vitória deu o último salto para a capital da Espanha, em 14 de dezembro de 1922, sucedendo a Dom Melo, nomeado arcebispo de Valência, nomeado por Pio XI. Em 8 de julho de 1923 tomou posse como bispo de Madrid-Alcalá, sendo o sétimo deles. Nesta posição ele permaneceu por quarenta anos, sendo o mais longo pontificado que um bispo espanhol contemporâneo teve. Daí foi testemunha privilegiada dos convulsivos anos da ditadura de Primo de Rivera, da Segunda República, da Guerra Civil e a consolidação do regime de Franco no poder. Com o Cardeal Primaz de Toledo, Isidro Gomá y Tomás e o então Bispo de Salamanca Enrique Plá y Deniel, ele redigiu a Carta Coletiva dos Bispos Espanhóis por ocasião da guerra na Espanha em 1937. Com outros 19 bispos espanhóis, ele organizou no 20 de maio de 1939 uma cerimônia religiosa presidida por Franco na Igreja de Santa Bárbara em Madrid para oferecer a Deus a vitória na Guerra Civil.
Paralelamente à carreira eclesiástica, desenvolveu-se sua vida cultural e escrita: suas obras são Santo Tomás e la mystica, O conceito de matéria universal nos textos medievais (1940), Esboço apologético da poesia eucarística espanhola clássica e Diretrizes sociais (1948), consolidando-se assim como um dos mais destacados intelectuais da cultura do momento. Na verdade, haviam se passado anos desde que ele entrou na Real Academia Espanhola, especificamente em 1927, seu discurso inaugural foi O Oratório Sagrado na Espanha, e ocupou a cadeira "U capital" até sua morte. Durante a Segunda República, em 10 de janeiro de 1932, também ingressou na Academia de Ciências Morais e Políticas (medalha n.º 6); seu discurso de posse, em 9 de junho de 1935, tratou da pessoa jurídica. Seu conceito filosófico e direitos fundamentais que o Estado deve respeitar nele. Foi também membro correspondente da Real Academia Galega.
Em 21 de julho de 1946, o Papa Pio XII nomeou-o Patriarca das Índias Ocidentais, mera sé titular, mas que prestigia o bispo da capital da Espanha no auge de um regime que se dedicou a renovar a ideia do Império Espanhol. Foi nessa época que sua grande estatura intelectual foi mais notável.
Em 1948 recebeu a medalha de ouro da cidade de Madrid, título retirado em 2016 por força da lei de memória histórica 52/2007.

### Política
Foi nomeado por Francisco Franco Conselheiro Nacional da FET e de las JONS e, entre 1943 e 1946, advogado das Cortes. Eijo Garay promoveu de seu cargo de bispo de Madrid que Franco assistisse a atos religiosos sob um dossel. Isso supôs o endosso máximo da Igreja ao ditador. Fez parte do Conselho de Regência - presidido por Esteban de Bilbao Eguia - que serviu como Chefe do Estado espanhol de 22 a 27 de outubro de 1949, durante a viagem oficial de Franco a Portugal.

### Opus Dei

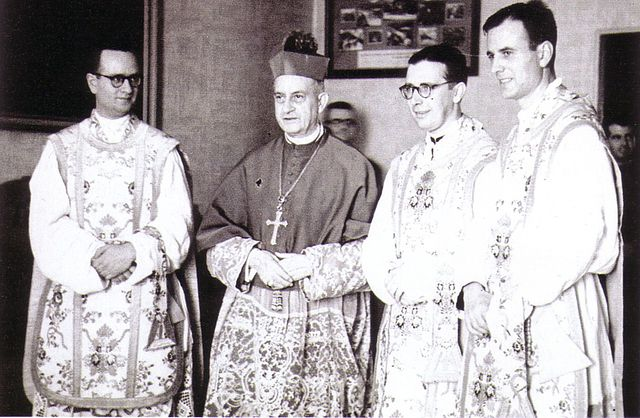
Primeiros padres do Opus Dei ordenados por Leopoldo Eijo Garay.

Eijo Garay desempenhou um papel particularmente importante na vida do Opus Dei e do seu fundador, São Josemaría Escrivá de Balaguer. O fundador do Opus Dei veio para a diocese de Madrid-Alcalá em 1927 para fazer o doutoramento. Desde a sua chegada à capital, Escrivá comunicou ao bispado a sua obra sacerdotal e os primeiros passos do Opus Dei: primeiro através do Vigário Dom Juan Francisco Morán e, desde 1935, através dos bispos Marcelino Olaechea e Cruz Laplana e Laguna. Quando ele chegou em Burgos, entrou em contato com Eijo por correspondência, para informá-lo de sua situação e pedir-lhe conselhos sobre alguns assuntos de sua tarefa pastoral. Depois da guerra civil, eles puderam finalmente se encontrar e falar diretamente sobre o Opus Dei e seus projetos de expansão. Esta primeira entrevista foi em 2 de setembro de 1939.
Perante as críticas que o Opus Dei recebeu de alguns jesuítas, em Madrid e noutras cidades espanholas, como Barcelona ou Valência, o Bispo de Madrid-Alcalá sempre saiu em sua defesa. De fato, em 19 de março de 1941, ele datou a primeira aprovação jurídica que o Opus Dei recebeu, como Pía Unión, e a partir de junho do mesmo ano manteve uma correspondência com o abade coadjutor de Montserrat, Aurelio María Escarré, explicando a natureza do Opus Dei e a origem da fofoca. Em sinal de afeto pelo Opus Dei, Eijo ordenou os três primeiros sacerdotes da Obra, em 25 de junho de 1944: foram o beato Álvaro del Portillo - o primeiro sucessor de Escrivá em 1975 -, José María Hernández Garnica, e José Luis Múzquiz, bem como outras promoções sacerdotais desta instituição, na década de 60.

### Morte
Participou da primeira sessão do Concílio Vaticano II. Morreu no dia 31 de agosto de 1963. Desde então, o patriarcado das Índias Ocidentais permanece vago, embora nunca tenha sido formalmente abolido.
Eijo y Garay foi o último bispo de Madrid. No ano seguinte à sua morte, em 24 de março de 1964, a diocese de Madrid-Alcalá foi separada da província eclesiástica de Toledo e elevada à categoria de arquidiocese imediatamente sujeita a Roma, isto é, sem dioceses sufragâneas e sem constituir província eclesiástica.